# La Vuelta Femenina

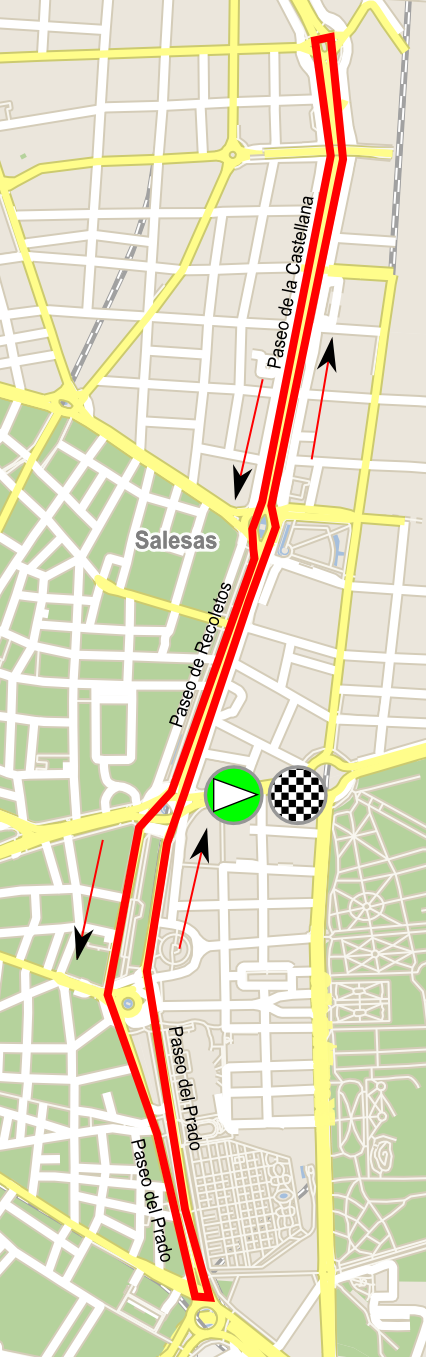
Streckenführung im Jahr 2018

La Vuelta Femenina (offiziell: La Vuelta Femenina by Carrefour.es) ist ein spanisches Straßenrennen für Frauen.
Der Wettbewerb wurde erstmals unter dem Namen Madrid Challenge by La Vuelta vor Ankunft der Schlussetappe der Vuelta a España 2015 als Rundstreckenrennen auf einem Kurs in Madrid Mitte September ausgetragen, wobei die Streckenlänge 87 Kilometer betrug. Das von der Amaury Sport Organisation organisierte Rennen wurde nach längeren Verhandlungen Teil des UCI-Straßenradsport-Kalender der Frauen 2015 und dort in UCI-Kategorie 1.1 eingereiht. Im Jahr 2016 wurde das Rennen in den Kalender der neu eingeführten UCI Women’s WorldTour aufgenommen.
2018 wurde das zu einem zweitägigen Etappenrennen umgewandelt, beginnend mit einem 14 Kilometer langen Mannschaftszeitfahren am Tag vor dem ursprünglichen Rundstreckenrennen. Auch in den Folgejahren wurde der Wettbewerb, welches seit 2020 offiziell Ceratizit Challenge by La Vuelta hieß, parallel zur Schlusswoche der Vuelta a España ausgetragen und führte zuletzt über fünf Tage.
Zur Saison 2023 erfolgte die Umbenennung in La Vuelta Femenina, eine Verlängerung auf sieben Tage und Verlegung in den Mai.

## Palmarès
| Jahr | Siegerin             | Zweite               | Dritte               |
| ---- | -------------------- | -------------------- | -------------------- |
| 2015 | Shelley Olds         | Giorgia Bronzini     | Kirsten Wild         |
| 2016 | Jolien D’hoore       | Chloe Hosking        | Marta Bastianelli    |
| 2017 | Jolien D’hoore       | Coryn Rivera         | Roxane Fournier      |
| 2018 | Ellen van Dijk       | Coryn Rivera         | Audrey Cordon-Ragot  |
| 2019 | Lisa Brennauer       | Lucinda Brand        | Pernille Mathiesen   |
| 2020 | Lisa Brennauer       | Elisa Longo Borghini | Lorena Wiebes        |
| 2021 | Annemiek van Vleuten | Marlen Reusser       | Elise Chabbey        |
| 2022 | Annemiek van Vleuten | Elisa Longo Borghini | Demi Vollering       |
| 2023 | Annemiek van Vleuten | Demi Vollering       | Gaia Realini         |
| 2024 | Demi Vollering       | Riejanne Markus      | Elisa Longo Borghini |
| 2025 | Demi Vollering       | Marlen Reusser       | Anna van der Breggen |
| 2026 |                      |                      |                      |